# 徐佳琦 (香港)
徐佳琦（洋名：Jackie X，1988年2月29日—），香港模特兒，現為寰宇旗下藝人，模特兒公司為Unique Model Limited。2008年參加上海瑞麗之星比賽奪得冠軍，開展了模特兒事業，曾為不少綜藝節目作嘉賓。2011年決定到香港發展，正式签约寰宇，成为旗下艺人。

## 演出

### 電影
- 2012年：我老婆唔夠秤II：我老公唔生性
- 2012年：寒戰
- 2013年：重口味
- 2013年：逃出生天
- 2015年：可爱的你（五个小孩的校长） 飾 幼稚園老師
- 2016年：惡人報喜 飾 夜總會小姐
- 2016年：我的戰爭 飾 小宋
- 2017年：大乐师·为爱配乐 饰 跑车美女
- 2018年：美丽战争

### 電視劇
- 2010年：《爱情公寓外传》 饰 莫小雪
- 2011年：《爱情公寓2》 饰 酒吧黑发女服务员/7号应聘者
- 2014年：《廉政行動2014》 飾 方芳
- 2016年：《陳二狗的妖孽人生》 飾 張兮兮

### 平面廣告
- 屈臣氏蒸餾水(香港)
- One Day Acuvue (香港)
- SONY相機(香港)
- Y.O.N服飾平面
- 日本IORI服飾平面
- 交通銀行潮人信用卡平面
- 臺灣BYTHREE平面
- 阿迪達斯adidas2010春夏畫冊平面
- 美特斯邦威09秋冬網路與畫冊平面
- 傑士派（女用）系列平面
- 日本詩華寇日本地區畫冊平面
- 唐獅休閒服平面
- 高邦服飾
- 麥考林畫冊
- 悠遊畫冊
- 優品畫冊平面
- 雅芳AVON畫冊
- 拉莎貝爾畫冊

### 電視廣告
- 肯德基蓝莓蛋挞-三个女人篇全国篇
- 肯德基 雪顶提拉米苏咖啡 （页面存档备份，存于）
- 肯德基 雪顶朗姆凤梨 （页面存档备份，存于）
- 联想终结者B5一体机
- 奥林巴斯 E-P3
- 吃火锅-大众点评团
- 聯想一體機電腦 TVC女主 （页面存档备份，存于）
- 阿爾卑絲 TVC女主
- 日本SONYJOY（世博篇） TVC女主
- Lollipop真知棒 TVC女主 （页面存档备份，存于）
- 親親蝦條 TVC+平面女主
- 康師傅幹拌面 TVC+平面女主
- 康師傅鮮蝦魚板面 TVC+平面女主
- 統一綠茶 TVC女主
- 美年達 TVC女主 （页面存档备份，存于）
- 樂事薯片（畢業篇） TVC女主
- 恰恰食品類TVC女主
- 歐洲某世博會攜拍片女主
- 全新閑趣隨身吃
- 好巴食
- 想手機TVC
- 諾基亞網路片
- 全家便利店 女主

## 外部連結
- 徐佳琦微博 （页面存档备份，存于）

### 新聞
- 上海姑娘鬥本地薑 徐佳琦接班 太陽報2012年8月31日 （页面存档备份，存于）
- 徐佳琦讀報速學廣東話    東方日報2011年3月31日 （页面存档备份，存于）
- 徐佳琦追打李心潔做鬼后  東方日報2011年12月17日 （页面存档备份，存于）
- 上海來的女模徐佳琦 FACE 周刊345期2014年1月1日 （页面存档备份，存于）
- 徐佳琦廣東話差 主角變串星  東方日報2014年11月30日 （页面存档备份，存于）
- 徐佳琦 學好廣東話 明報周刊2014年12月7日[永久]
- 黃美棋徐佳琦獲麥玲玲教羊年扮靚貼士 東網2015年1月8日 （页面存档备份，存于）
- 徐佳琦任模特兒 澳門日報2015 年1月27日
- 徐佳琦發奮圖強搵拖拍 東網2015年2月19日 （页面存档备份，存于）
- 【香港星正妹】電影《逃出生天》女秘書 Mandy / 甜美水靈仙女級上海女孩 徐佳琦 Yahoo奇摩名人娛樂(正妹快訊) – 2016年7月11日 （页面存档备份，存于）